# 比爾·舒斯特
比爾·舒斯特（Bill Shuster；1961年1月10日—）是美國的一位政治人物 。自2011年開始，他是賓夕法尼亞州第9選舉區選出的美國眾議院議員。他的黨籍是共和黨。他的父親巴德·舒斯特也是一位國會議員。